# Pedro de Rubiales
Pedro de Rubiales est un peintre espagnol de la Renaissance, né en 1511, originaire d'Alburquerque en Estrémadure, et mort vers 1560. Il a été actif à Rome et à Naples. Il est appelé en Italie Pedro Roviale Spagnuolo ou Spagnolo.

## Biographie

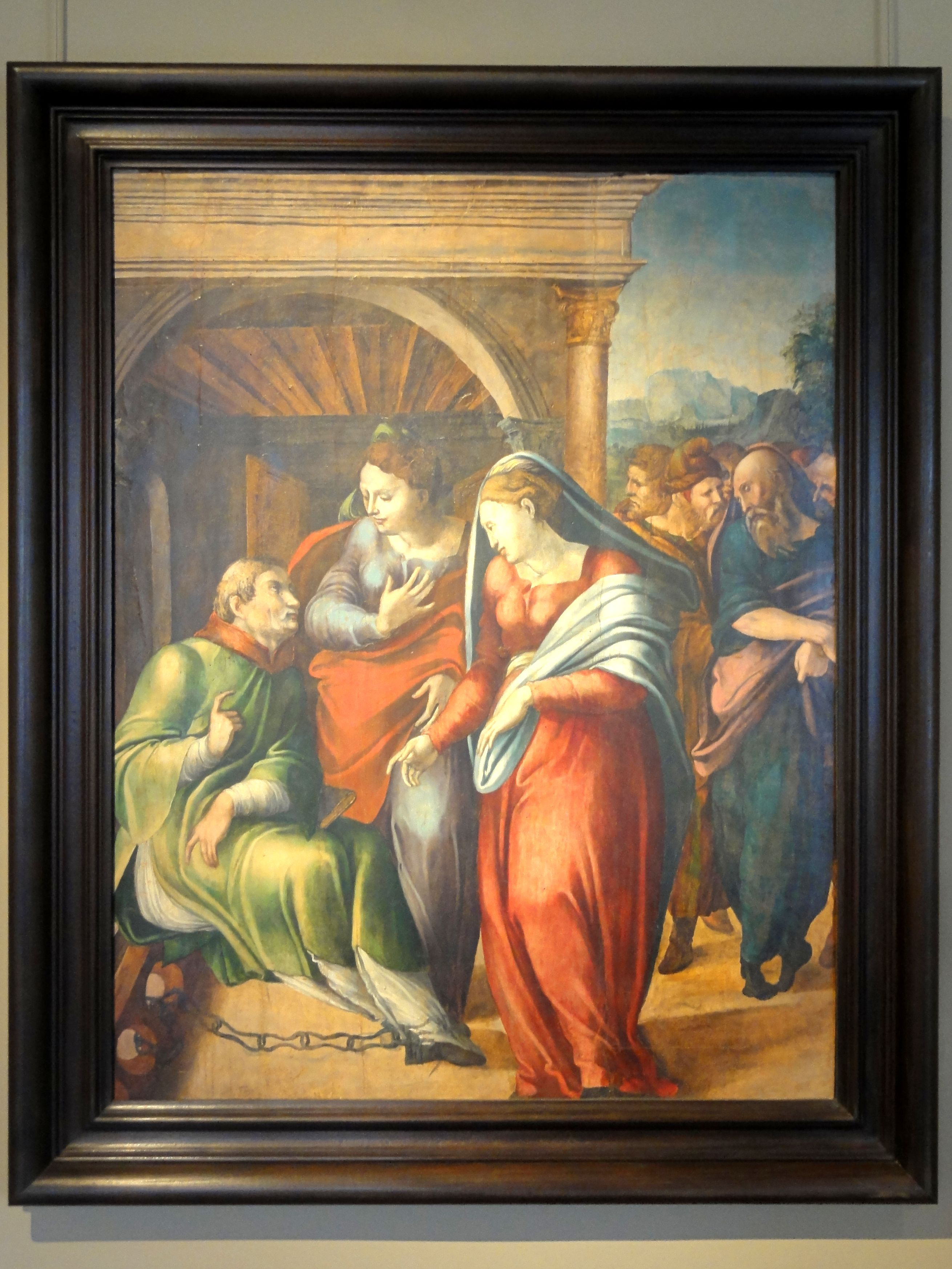
Saint Vincent d'Avila visité en prison par ses sœurs Sabine et Christète
Musée Bossuet

Sa carrière a été retracée par F. Bologna en 1959 à partir de documents et de déductions. 
En 1540, Rubiales a peint un retable de Sainte Ursule pour le couvent de la Puridad de Valence, dont cinq panneaux sont conservés aujourd'hui au musée des beaux arts de Valence.
Il se rend ensuite à Rome. Il y est témoin au mariage du peintre Giovanni Battista de Hippolitis le 14 avril 1541. Son style est influencé par Francesco Salviati. Vasari l'appelle Roviale Spagnuolo et dit qu'il a été formé par Salviati. Il a aussi été influencé par Polidoro da Caravaggio.
La première peinture que Vasari lui attribue est la Conversión de Saulo dans l'église Santo Spirito in Sassia, à Rome. En 1545, Roviale a peint un retable dédié à saint Michel pour l'église de Santiago de los Españoles (actuelle église Notre-Dame du Sacré-Cœur).
Il se rend ensuite à Naples au printemps 1548 où il peint un étendard pour le vice-roi don Pedro de Toledo. Dans cette ville il a probablement peint plusieurs fresques à la chapelle de la Summaria à Castel Capuano où il a réalisé la Pietà , et à la chapelle des princes de Sulmona dans l'église de Santa Maria de Monteoliveto (actuelle église di Sant'Anna dei Lombardi de Naples).
Il a été considéré comme l'un des plus grands peintres maniéristes de Naples. Puis il retourne s'installer à Rome.
Les dessins anatomiques du livre Historia de la composición del cuerpo humano de Juan Valverde de Amusco (en), ont été faits par Gaspar Becerra et Pedro de Rubiales et gravés par Nicolas Béatrizet. Le livre a été imprimé pour la première fois à Rome en 1556 par les éditeurs Antonio Salamanca et Antoine Lafréry. Valverde l'a désigné comme un excellent peintre de l'anatomie, avec Michel-Ange : por auerse dado a la Anatomia juntamente con la pintura an venido a ser los más excellentes y famosos pintores que grandes tiempos a se an visto.
Le musée Bossuet de Meaux conserve la peinture Saint Vincent d'Avila visité en prison par ses sœurs Sabine et Christète de la collection Changeux.

### Liens extérieurs
- (es) Exposition virtuelle sur le corps humain - Université de Navarre
- (es) Biografias y vidas : Pedro Rubiales
- Notices d'autorité :   - VIAF
  - ISNI
  - BnF (données)
  - IdRef
  - LCCN
  - GND
  - WorldCat
- Ressources relatives aux beaux-arts :   - MutualArt
  - RKDartists
  - Union List of Artist Names
- Notices dans des dictionnaires ou encyclopédies généralistes :   - Diccionario Biográfico Español
  - Gran Enciclopèdia Catalana